# A.C. Reed
A.C. Reed, (Wardell, 1926. május 9. – Chicago, 2004. február 24.) amerikai bluesszaxofonos. A.C. Reed a bluesvilág elegáns tenorszaxofonjátékosa volt. Olyan előadók partnere volt, mint Albert Collins, a Rolling Stones, Buddy Guy és Eric Clapton.

## Pályafutása
Reed Illinois déli részén nőtt fel. Művésznevét barátjától, Jimmy Reedtől vette át. A második világháború idején Chicago-ba költözött, ahol Earl Hookerrel és Willie Mabonnal játszott az 1940-es években. 1956-ban Dennis "Long Man" Binderrel turnézott. Az 1960-as években a Mel London's blues kiadónál stúdiózenész volt, többek között Lillian Offitt és Ricky Allen énekesekkel.
1961-ben született egy helyileg népszerű kislemeze, a „This Little Voice”. Az évtized során aztán több kislemeze is megjelent. 1967-ben tagja lett Buddy Guy együttesének. 1969-ben afrikai turnéján játszott vele, majd Junior Wellsszel, 1970-ben a The Rolling Stonesszal játszott.
1977-ig maradt Buddy Guy-jal.
Az 1970-es-80-as években Son Sealsszel és Albert Collinsszal játszott. Az 1980-as években kezdett lemezeket rögzíteni az Alligator Records számára. Reed az 1980-as, 90-es években sokat turnézott együttesével, a Spark Plugs-szal szerte az Egyesült Államokban.
2004-ben rákban halt meg.

## Albumok
- 1980: Living Chicago Blues, Vol. 3
- 1982: Take These Blues And Shove ‘Em
- 1987: I’m In The Wrong Business!
- 1998: Junk Food
- 2002: I Got Money

## Fordítás
Ez a szócikk részben vagy egészben  az   A.C. Reed című angol Wikipédia-szócikk ezen változatának fordításán alapul.  Az eredeti cikk szerkesztőit annak laptörténete sorolja fel. Ez a jelzés csupán a megfogalmazás eredetét és a szerzői jogokat jelzi, nem szolgál a cikkben szereplő információk forrásmegjelöléseként.